# Katanics Sándor
Katanics Sándor (Kiskunhalas, 1961. május 7. –) magyar középiskolai tanár, politikus, országgyűlési képviselő.

## Életpályája

### Iskolái
1979-ben érettségizett a kecskeméti Katona József Gimnáziumban. 1985-ben diplomázott a szegedi József Attila Tudományegyetem Természettudományi Kar matematika-fizika tanári szakán. 2002-ben a Budapesti Műszaki és Gazdaságtudományi Egyetem Gazdasági- és Társadalomtudományi Karán közoktatási vezető és pedagógus szakvizsgát tett.

### Pályafutása
1985 óta Veszprémben él. 1985-től a veszprémi Lovassy László Gimnázium oktatója, 1992–1997 között igazgató-helyettese volt, 1997–2007 között igazgatója volt.

### Politikai pályafutása
1998–2002 között veszprémi önkormányzati képviselőként az ifjúsági tanácsnoki feladatokat látta el. 2002-től a kádártai részönkormányzat vezetője. 2006–2010 között országgyűlési képviselő (Veszprém megye, MSZP) volt. 2006–2010 között az Oktatási és tudományos bizottság tagja volt. 2006-ban képviselőjelölt volt. 2007-ben az MSZP frakcióvezető-helyettese volt. 2007–2010 között a Honvédelmi és rendészeti bizottság, valamint Az Oktatási és tudományos bizottság hatáskörébe tartozó törvények végrehajtását, társadalmi és gazdasági hatását figyelemmel kísérő albizottság (Ellenőrző albizottság) tagja volt. 